# Solana Sierraová
Solana Sierraová (nepřechýleně: Sierra, * 17. června 2004 Mar del Plata) je argentinská profesionální tenistka. V sérii WTA 125 vybojovala jednu singlovou trofej. V rámci okruhu ITF získala čtrnáct titulů ve dvouhře a jeden ve čtyřhře. V juniorském tenise si zahrála finále French Open 2022, v němž podlehla Lucii Havlíčkové.
Na žebříčku WTA byla ve dvouhře nejvýše klasifikována v červenci 2025 na 64. místě a ve čtyřhře v únoru 2024  na 613. místě. Na juniorském kombinovaném žebříčku ITf figurovala nejvýše v červenci 2022, kdy jí patřila 7. příčka.
V argentinském týmu Billie Jean King Cupu debutovala v roce 2022 salinaskou 1. skupinou americké zóny, v níž pomohla Argentinkám k postupu do světové baráže. Do září 2025 v soutěži nastoupila k šesti mezistátním utkáním s bilancí 5–2 ve dvouhře a 0–0 ve čtyřhře.

## Tenisová kariéra
V rámci okruhu ITF debutovala jako čtrnáctiletá v září 2018, když na turnaji v Buenos Aires dotovaném 15 tisíci dolary obdržela divokou kartu. V úvodním kole podlehla krajance Candele Bugnonové. První plnohodnotnou, celoroční sezónu odehrála v roce 2022, kdy v této úrovni tenisu získala premiérové tři tituly.
Na okruhu WTA Tour se poprvé představila v dubnové 1. skupině americké zóny Billie Jean King Cupu 2022. Do soutěže vstoupila výhrami v základním bloku nad Kolumbijkou Yulianou Lizarazovou. a Guatemalkou Melissou Moralesovou. V zápase o postup pak přehrála Mexičanku Marcelu Zacaríasovou. Přispěla tím k postupu Argentinek do tucumánské světové baráže. V ní hladce podlehla Brazilce Lauře Pigossiové, čímž soupeřky získaly třetí rozhodující bod.
Na okruzích ITF a WTA 125 zaznamenala v roce 2023 singlovou bilanci 58–23. V průběhu sezóny si připsala debutovou výhru nad členkou z elitní světové padesátky, když do úvodního ročníku události WTA 125 ve Florianópolisu vstoupila vítězstvím nad třicátou druhou tenistkou žebříčku Emmou Navarrovou. Poté ji však vyřadila dvoustá v pořadí Miriam Bulgaruová. V ročníku 2023 se posunula z lednové 464. příčky na konečné 212. místo.
Do hlavní grandslamové soutěže poprvé zasáhla v singlu US Open 2024 po zvládnuté tříkolové kvalifikaci. V její závěrečné fázi otočila průběh s Američankou Usue Maitane Arconadovou, když po ztrátě úvodní sady prohrávala v té druhé již 0–4 na gamy. Potvrdila tak formu od časného vyřazení ve wimbledonské kvalifikaci, když v mezidobí vyhrála 22 z 24 zápasů. Do Flushing Meadows přicestovala s kariérním žebříčkovým maximem, 159. místem. V úvodním kole newyorské dvouhry však nenašla recept na Němku Tatjanu Mariovou z konce první světové stovky. Mimo týmového Billie Jean King Cupu prožila v New Yorku individuální debut na okruhu WTA.
Kvalifikačním sítem prošla na French Open 2025. Časnou porážku jí na pařížské antuce přivodila nasazená Kazachstánka Julia Putincevová. Prvních grandslamových výher se tak dočkala ve Wimbledonu 2025, do nějž postoupila až jako šťastná poražená z kvalifikace. V jejím závěru nestačila na Gibsonovou, ale odstoupení Minnenové pro ni znamenalo posun do hlavní sourtěže. V londýnském singlu přehrála Australanku Olivii Gadeckou, britskou dvojku Katie Boulterovou, která se dopustila čtnácti dvojchyb, i Španělku Cristinu Bucșovou. V otevřené éře se tak stala první šťastnou poraženou ve wimbledonském osmifinále a sedmou takovou hráčkou ve čtvrtém kole grandslamu. Poslední Argentinkou v osmifinále Wimbledonu před ní byla Paola Suárezová v roce 2004.

## Finále série WTA 125

### Dvouhra: 1 (1–0)
| Legenda       |
| ------------- |
| WTA 125 (1–0) |

| Stav    | č. | datum       | turnaj           | povrch | soupeřka ve finále       | výsledek |
| ------- | -- | ----------- | ---------------- | ------ | ------------------------ | -------- |
| Vítězka | 1. | březen 2025 | Antalya, Turecko | antuka | Leyre Romerová Gormazová | 6–3, 6–4 |

## Tituly na okruhu ITF
| Kategorie okruhu ITF | Kategorie okruhu ITF |
| -------------------- | -------------------- |
| Turnaje W100         | Turnaje W80          |
| Turnaje W75/W60      | Turnaje W50/W40      |
| Turnaje W35/W25      | Turnaje W15/W10      |

### Dvouhra (14 titulů)
| Č.  | datum         | turnaj                           | kategorie | povrch     | poražená finalistka       | výsledek         |
| --- | ------------- | -------------------------------- | --------- | ---------- | ------------------------- | ---------------- |
| 1.  | srpen 2022    | Cancún, Mexiko                   | W15       | tvrdý      | Chan Ťiang-süe            | 2–6, 6–3, 7–6(7) |
| 2.  | srpen 2022    | Cancún, Mexiko                   | W15       | tvrdý      | Victoria Rodriguezová     | 6–3, 6–3         |
| 3.  | říjen 2022    | Eldorado, Argentina              | W15       | antuka     | Luisina Giovanniniová     | 6–3, 6–3         |
| 4.  | únor 2023     | Tucumán, Argentina               | W25       | antuka     | Rosa Vicens Masová        | 6–2, 6–2         |
| 5.  | září 2023     | Zaragoza, Španělsko              | W25       | antuka     | Guillermina Nayaová       | 4–6, 6–2, 6–2    |
| 6.  | říjen 2023    | Mendoza, Argentina               | W25       | antuka     | Martina Capurro Tabordová | 6–1, 6–3         |
| 7.  | leden 2024    | Buenos Aires, Argentina          | W35       | antuka     | Alice Raméová             | 6–1, 6–4         |
| 8.  | červenec 2024 | Getxo, Španělsko                 | W35       | antuka (h) | Lucía Cortez Llorcaová    | 6–2, 6–1         |
| 9.  | červenec 2024 | Turín, Itálie                    | W35       | antuka     | Guiomar Maristanyová      | 4–6, 6–2, 6–0    |
| 10. | červenec 2024 | Pilar, Argentina                 | W35       | antuka     | Lucciana Pérez Alarcónová | 2–6, 6–2, 6–1    |
| 11. | září 2024     | San Miguel de Tucumán, Argentina | W50       | antuka     | Giorgia Pedoneová         | 6–2, 6–2         |
| 12. | září 2024     | Pilar, Argentina                 | W50       | antuka     | Léolia Jeanjeanová        | 6–2skreč         |
| 13. | leden 2025    | Vero Beach, Spojené státy        | W75       | antuka     | Whitney Osuigweová        | 6–7(6), 6–4, 7–5 |
| 14. | duben 2025    | Bellinzona, Švýcarsko            | W75       | antuka     | Silvia Ambrosioová        | 6–4, 6–0         |

### Čtyřhra (1 titul)
| Č. | datum      | turnaj              | kategorie | povrch | spoluhráčka         | poražené finalistky            | výsledek         |
| -- | ---------- | ------------------- | --------- | ------ | ------------------- | ------------------------------ | ---------------- |
| 1. | srpen 2023 | Zaragoza, Španělsko | W25       | antuka | Martina Colmegnaová | Kimmi Hanceová Ashley Laheyová | 4–6, 6–4, [10–8] |

## Finále na juniorském Grand Slamu

### Dvouhra juniorek: 1 (0–1)
| Stav       | rok  | turnaj      | povrch | soupeřka ve finále | výsledek |
| ---------- | ---- | ----------- | ------ | ------------------ | -------- |
| Finalistka | 2022 | French Open | antuka | Lucie Havlíčková   | 3–6, 3–6 |